# Oskar Davičo
Oskar Davičo (Šabac, 18 gennaio 1909 – Belgrado, 30 settembre 1989) è stato uno scrittore jugoslavo di lingua serba.
Figura di spicco nell'ambito letterario della sua generazione, è stato uno degli scrittori surrealisti più apprezzati, ma anche un attivista del socialismo rivoluzionario ed un politico. Fu vincitore del prestigioso Premio NIN, premio della letteratura serba, per tre volte. Ad oggi si tratta dell'unico autore che è riuscito ad aggiudicarsi il premio più di una volta.

## Biografia

### Primi anni
Oskar Davičo nacque il 18 gennaio 1909 a Šabac da una famiglia di origini ebraiche. Suo padre era un contabile ebreo di religione ateo e socialista. Durante la Prima Guerra Mondiale in Serbia la città fu teatro di pesante guerriglia, così la famiglia si trasferì temporaneamente a Negotin.

### Durante il periodo bellico
Davičo concluse gli studi elementari nella sua città natale, così come i primi anni del ginnasio. Poi proseguì gli studi al ginnasio di Belgrado ed iniziò a scrivere le sue prime poesie. Fu espulso al sesto anno di ginnasio per aver criticato la religione in una rivista da lui stesso pubblicata. Si diplomò in seguito come studente a tempo parziale nel 1926. Dopodiché, si trasferì a Parigi e si iscrisse all'Università di Parigi studiando filologia romanza.
Mentre si trovava a Parigi, lavorò come cameriere, guida, calzolaio, allenatore di pugilato e accompagnatore di donne facoltose. Nel frattempo, frequentava i raduni del Partito Comunista Francese. Abbandonò l'università senza aver superato un singolo esame. Dopo due anni in Francia, fece ritorno a Belgrado nel 1928 e si iscrisse alla facoltà di filosofia dell'Università di Belgrado studiando lingua e letteratura francese.
Ottenne nel 1930 la laurea con lode. Poco dopo la laurea, trovò lavoro come insegnante di lingua francese in una scuola a Sebenico. Fu licenziato dopo soli tre mesi di lavoro, quindi trovò un nuovo impiego a tempo parziale come insegnante al ginnasio di Belgrado, lo stesso istituto che l'aveva cacciato nel 1925.
Nel 1931 ottenne un lavoro a tempo pieno come insegnante a Bihać. Nel periodo in cui si trovava a Bihać, fondò in segreto il comitato locale del Partito Comunista di Jugoslavia. L'attività a favore dell'ideologia comunista era illegale nel Regno di Jugoslavia dopo il 1920.
Fu arrestato il 31 maggio del 1932 dopo essere stato tradito da uno dei componenti del Partito Comunista di Jugoslavia e condannato a cinque anni di prigionia, che passò nelle prigioni di Lepoglava e Sremska Mitrovica.
Durante la prigionia, scrisse un romanzo intitolato "Detinjstvo"  (Infanzia) ma non lo portò a termine. Il manoscritto fu perduto nel trasferimento dell'autore dalla prigione di Lepoglava a quella di Sremska Mitrovica. Dopo la sua liberazione, visse a Belgrado e lavorò come co-editore di una rivista intitolata "Naša stvarnost" (La nostra realtà). Nel 1938 durante una vasta azione di polizia fu nuovamente arrestato, ma rilasciato in breve tempo. Lasciò Belgrado nuovamente per trasferirsi a Kopaonik, dove scrisse i poemi "Hana" e "Srbija" ed altri poemi che furono poi pubblicati nella raccolta "Višnja za zidom" (Il ciliegio oltre il recinto, 1950). Nel 1939 si trasferì a Zagabria per direttiva del partito. Dopo aver mostrato "Hana" a Miroslav Krleža e Vaso Bogdanov, gli consigliarono di scrivere un romanzo sulla sua vicenda di prigionia. Davičo terminò il romanzo nel marzo 1941, ma l'Invasione della Jugoslavia subito seguita ne impedì la pubblicazione.

### Seconda Guerra Mondiale
Lavorando clandestinamente per il Partito Comunista di Jugoslavia, Davičo si spostò nella città occupata dagli italiani di Spalato, dove fu arrestato nell'agosto del 1941. Riuscì ad ingannare la polizia italiana fornendo il falso nome ebraico di Ostap Daburo e non venne riconosciuto. Fu portato nel campo di internamento degli ebrei nell'isola di Curzola, quindi fu internato in Lombardia. Cercò di fuggire due volte nel 1942, ma non riuscì. Riuscì infine a scappare nel 1943 e tornò in Dalmazia passando dal Monte Gargano. Lì giunto si unì alla 1ª Brigata Proletaria d'Assalto dei partigiani jugoslavi come soldato, partecipando ai combattimenti in Bosnia, Montenegro, Sangiaccato, Tara e Durmitor. Lavorò altresì brevemente all'ufficio stampa del Commando Centrale presso l'isola di Lissa. Dopodiché si reintrodusse nella brigata e partecipò alla offensiva di Belgrado.

### Dopo la Seconda Guerra Mondiale
Dopo la liberazione, rimase a Belgrado e lavorò per un mese presso un'agenzia stampa ubicata a Tanjug, poi lavorò per il giornale Borba e quindi per il giornale Glas. Come reporter, documentò il processo di Norimberga e la Guerra Civile Greca, unendosi a Markos Vafiadis e il suo Esercito Democratico Greco (Fra i partigiani di Markos, 1947). Dopo aver pubblicato un racconto sulla sua esperienza in Grecia, abbandonò il giornalismo e rimase scrittore a tempo pieno. Passò il resto della sua vita a Belgrado, dove morì il 1 ottobre 1989.

## Opere

### Romanzi
- "Pesma" (La Poesia), 1952
- "Beton i svici" (Concrete and Fireflies), 1955
- "Radni naslov beskraja" (Titolo Provvisorio dell'Infinito), 1958
- "Generalbas", 1962
- "Ćutnje" (Silences), 1963
- "Gladi" (Hungers), 1963
- "Tajne" (Secrets), 1964
- "Bekstva" (The Escapes), 1966
- "Zavičaji" (Homelands), 1971
- "Gospodar zaborava" (The Master of Oblivion), 1980

### Libri di Poesie
- "Anatomija" (Anatomy), 1930
- "Pesme" (Poems), 1938
- "Hana", 1939
- "Višnja za zidom" (A Cherry Tree Behind a Wall), 1950
- "Čovekov čovek" (A Man's Man), 1953
- "Nastanjene oči" (Occupied Eyes), 1954
- "Flora", 1955
- "Pesme" (Poems), 1958
- "Kairos", 1959
- "Tropi" (Tropics), 1959
- "Sunovrati" (Downfalls), 1963
- "Snimci" (Recordings), 1963
- "Pročitani jezik" (A Language Read), 1972
- "Telo telu" (Body to Body), 1975
- "Veverice-leptiri ili nadopis obojenog žbuna" (Squirrel-butterflies, or By-writing of the Colored Bush), 1976
- "Misterije dana" (Mysteries of a Day), 1979

### Altre opere
- "Među Markosovim partizanima" (Fra i partigiani di Markos), un racconto del viaggio, 1947
- "Zrenjanin", un poema, 1949
- "Poezija i otpori" (Poetry and Resistance), un saggio, 1952
- "Pre podne" (Ante meridiem), un saggio, 1960
- "Crno na belo" (Black on White), un reportage, 1962
- "Trg M" (M Square), un poema, 1968
- "Ritual umiranja jezika" (The Ritual of Language Dying), saggio, 1971
- "Reči na delu" (Words on Work), un poema, 1977
- "Pod-tekst" (Sub-text), saggi e critica, 1979